# HTC Voyager
HTC Voyager（研發代號），是台灣宏達電公司所推出的智慧型手機，HTC Tanager的升级版本，2004年1月於歐洲首度發表。客製版本Qtek 8060，Qtek 8080，Dopod 535，O2 Xphone，i-mate SP2，Orange SPV E200，Krome Intellekt iQ200，Eurotel Smartphone，Smart Amazing Phone 2。

## 技術規格
- 處理器：TI OMAP710 133MHz
- 作業系統：Windows Mobile 2003 SmartPhone Edition
- 記憶體：ROM：64MB，RAM：32MB
- 尺寸：120.4 毫米 X 50.1 毫米 X 24.4 毫米
- 重量：130g（含電池）
- 螢幕：QCIF 解析度、2.2 吋 TFT-LCD 螢幕
- 網路：GSM/GPRS
- 相機：30萬畫素相機
- 電池：1100mAh充電式鋰或鋰聚合物電池

## 外部連結
- HTC（页面存档备份，存于）
- Qtek
- Dopod